# Kostelec u Heřmanova Městce
Pour les articles homonymes, voir Kostelec.
Kostelec u Heřmanova Městce (en allemand : Kosteletz bei Hermannstädtel) est une commune du district de Chrudim, dans la région de Pardubice, en République tchèque. Sa population s'élevait à 360 habitants en 2022.

## Géographie
Kostelec u Heřmanova Městce se trouve à 8 km au nord-est du centre de Třemošnice, à 11 km à l'ouest-sud-ouest de Chrudim, à 16 km au sud-ouest de Pardubice et à 89 km à l'est-sud-est de Prague.
La commune est limitée par Heřmanův Městec au nord, par Úherčice à l'est, par Vápenný Podol et Prachovice au sud, et par Míčov-Sušice, Vyžice et Načešice à l'ouest.

## Histoire
La première mention écrite de la localité date de 1257.

## Administration
La commune se compose de deux sections :
- Kostelec u Heřmanova Městce
- Tasovice

## Galerie

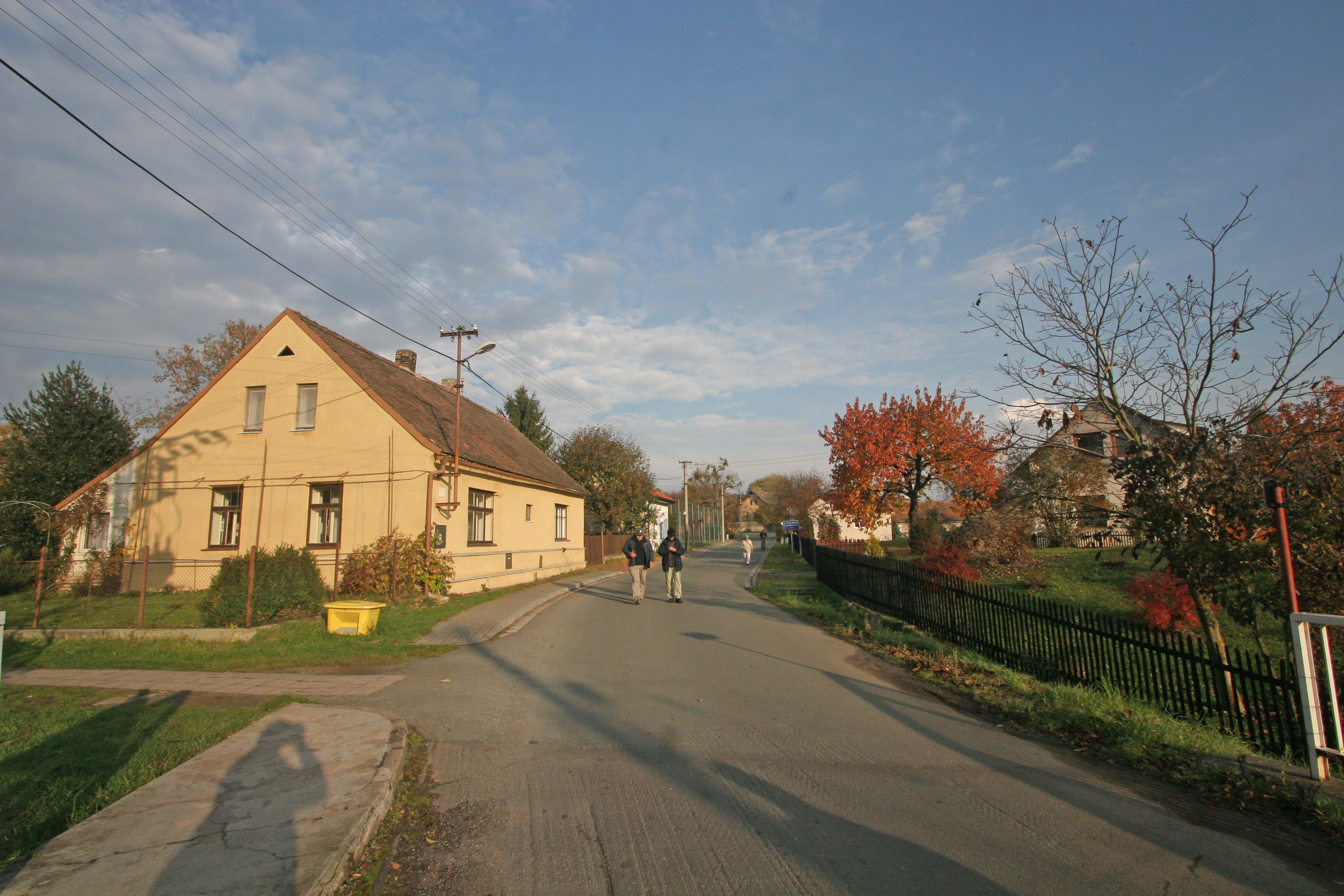
Rue de Kostelec u Heřmanova Městce.
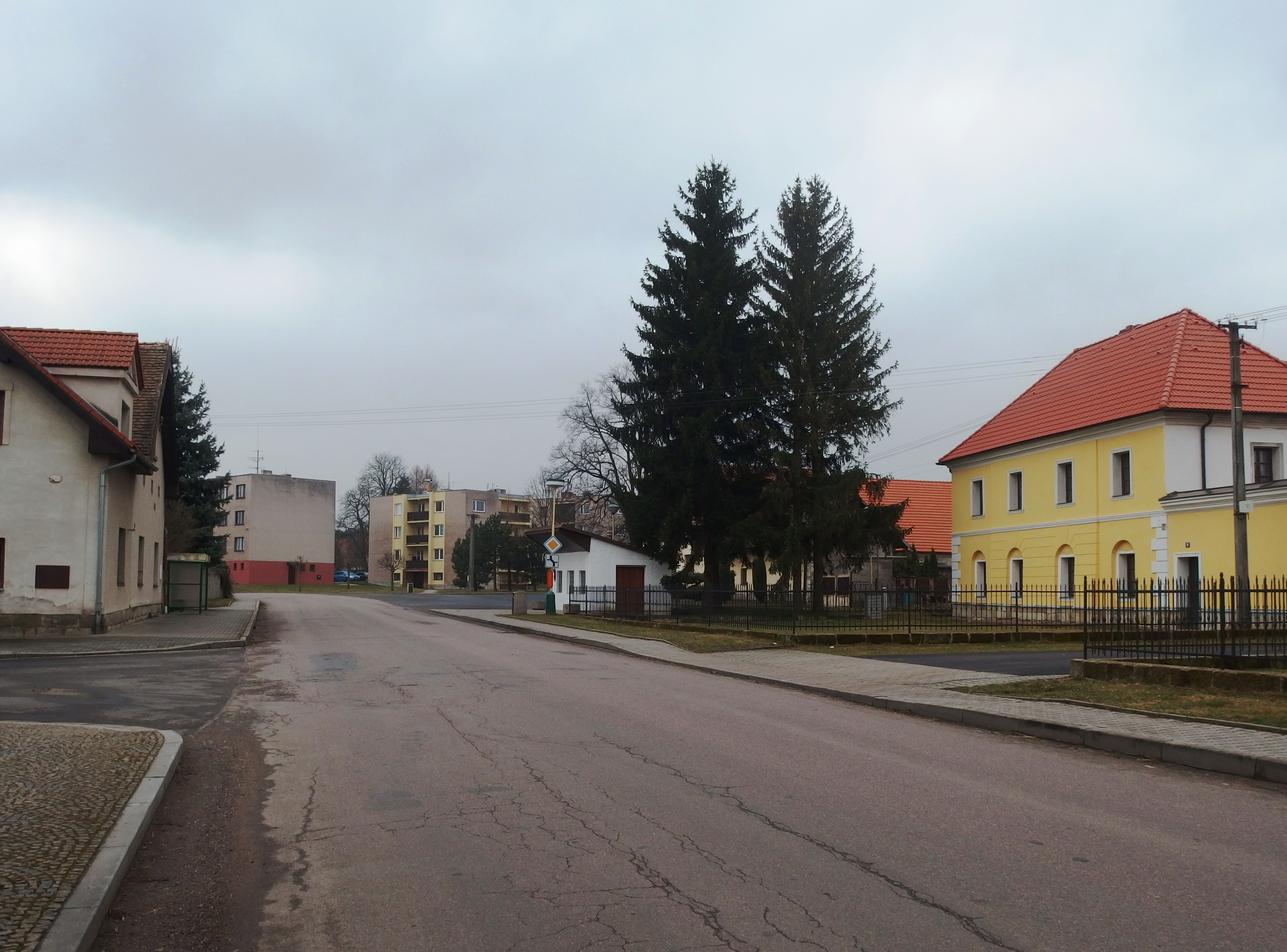
Kočí : rue principale.
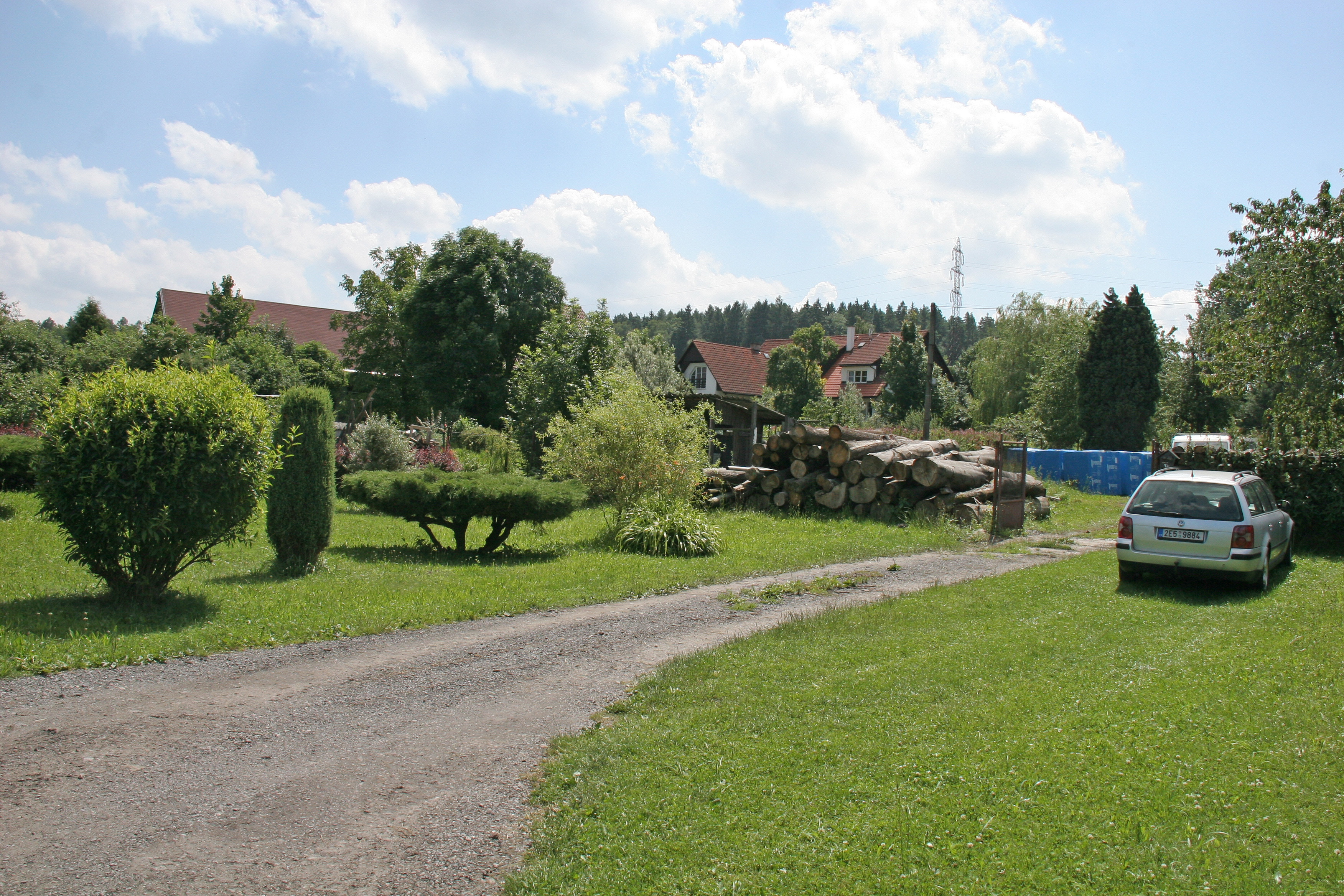
Tasovice.

## Transports
Par la route, Kostelec u Heřmanova Městce se trouve à 3 km de Heřmanův Městec, à 13 km de Chrudim, à 19 km de Pardubice et à 119 km de Prague. 